# Salalá
Salalá ou Salalah (em árabe: صَلَالَة; romaniz.: Ṣalālah) é a maior cidade e capital da província de Dofar e do vilaiete de Salalá, no sul do Omã. Segundo censo de 2010, tinha 155 309 habitantes. Compreende uma área de 194 quilômetros quadrados.